# Escut de Bonrepòs i Mirambell
L'escut de Bonrepòs i Mirambell és un símbol representatiu oficial de Bonrepòs i Mirambell, municipi del País Valencià, a la comarca de l'Horta Nord. Té el següent blasonament:
| « | Escut espanyol truncat. A la part superior, els pals d'Aragó per la conquesta del territori que fou Jaume I; A l'inferior, les armes dels Jardí o Jardín, família oriünda de Flandes, en camper d'or, un arbre de sinople, bordura dentelada del mateix color. El tot coronat amb la Reial d'Aragó, que es d'igual forma que la de Castella, excepte les diademes que la tanquen. | » |

## Història
L'escut fou aprovat mitjançant Decret de 21 de desembre de 1956. Publicat en el BOE núm. 5, de 5 de gener de 1957.
Els quatre pals representen la casa d'Aragó, per la conquesta del territori pel rei Jaume I. La segona partició, segons Nicasio Nicasio, representa la família Montoliu, senyors de Bonrepòs en el segle xvi.

Segell de 1957.

En març de 1956, una Ordre del Ministeri de la Governació sol·licitava als ajuntaments l'ús privatiu d'un escut propi, bé consagrat per la història i l'ús, bé per rehabilitació o adopció, en compliment del reglament d'organització i funcionament dels ajuntaments de 1952. L'Ajuntament, en Ple municipal de 13 d'agost aprovà iniciar el procediment d'adopció de l'escut, i en Ple de 31 d'agost aprovà el dibuix-projecte amb la següent descripció:
| « | «Tres estrelles en camp d'argent de cinc puntes sobre barra d'or i lleó rampant, de la família de Constantí Ros. En camp de gules un braç armat empunyant una espasa de plata amb guarnició d'or de la família Menaguerra. Sobre camp d'or, tres faixes de gules de la casa Montoliu, sosté l'escut una corona de Baró, pel temps en què Bonrepòs fou baronia dels Montoliu». | » |

El 7 de novembre, la Reial Acadèmia de la Història (RAH) emetí informe favorable però amb un disseny diferent, que és el que finalment s'aprovà. La RAH objectà aportar-ne com a font històrica Les Trobes de mossèn Jaume Febrer, sense cap credibilitat, rebutjant així les armes de Constantí Ros i de la familia Menaguerra; rectificà també les armes dels Montoliu i el timbre; i criticà la disposició dels mobles que confonien l'esquerra i la dreta de l'escut. Finalment el 21 de desembre es publicà el Decret d'autorització de la creació de l'escut heràldic municipal. En alguns documents anteriors al dictamen de la RAH però posteriors al Ple de 31 d'agost hi apareix el disseny proposat per l'Ajuntament.